# Anne Martin-Fugier
 (mai 2018).
Anne Martin-Fugier (née en 1950) est une historienne et historienne de l'art française, helléniste, qui, après son doctorat en histoire des cultures, des savoirs et de l'innovation soutenu à l'EHESS en 1979, s'est notamment intéressée à la naissance de l'art contemporain au début du XIXe siècle. Elle soutient aussi le travail des artistes. Elle applique à l'art contemporain ses méthodes d'historienne du XIXe siècle.

## Publications
- La Place des bonnes, Paris, Grasset, coll. « Figures », 1979.
- La Bourgeoise, Paris, Fayard, 1983.
- Le Visage de ma mère, Paris, Grasset, 1984.
- Les Indépendantes, Paris, Grasset, 1985.
- Lettres parisiennes du Vicomte de Launay par Delphine de Girardin, préface et notes, Paris, Mercure de France, 1986.
- La Vie élégante ou la formation du Tout-Paris, 1815-1848, Paris, Fayard, 1990.
- Louis-Philippe et sa famille, 1830-1848, Paris, Hachette Littérature, 1992.
- Les Romantiques. Figures de l'artiste, 1820-1848, Paris, Hachette Littérature, 1998.
- Comédienne. De Mlle Mars à Sarah Bernhardt, Paris, Seuil, 2001.
- Les Exils de la princesse, Paris, Perrin, 2002.
- Les Salons de la IIIe République, art, littérature, politique, Paris, Perrin, 2003.
- La Vie d’artiste au XIXe siècle, Paris, Fayard, 2007.
- Mademoiselle Rachel en Amérique. Impressions de voyage de Monsieur Chéry de la Comédie-Française, Introduction et notes, Paris, Mercure de France, 2008.
- Une Nymphomane vertueuse, Paris, Fayard, 2009.
- Galeristes : entretiens, Arles, Actes Sud, 2010.
- Collectionneurs : entretiens, Arles, Actes Sud, 2012.
- Artistes : entretiens, Arles, Actes Sud, 2014.
- Quelques-unes... : Femmes de l'art contemporain en France, Paris, Gallimard, 2021.
- Claude Monet, Paris, Folio (Gallimard), 2023.

## Distinctions

### Décoration
- Officier de l'ordre des Arts et des Lettres Elle est promue au grade d’officier par l’arrêté du 17 juillet 2015[5].

### Récompense
- Elle reçoit le Prix d'Histoire de la Vallée-aux-Loups - Maison de Chateaubriand 1990[6].